# Bajaj Pulsar 200NS
La Bajaj Pulsar NS200 , anteriormente conocida como Bajaj Pulsar 200NS , es una moto deportiva fabricada por el fabricante indio de motocicletas Bajaj Auto . "NS" significa Naked Sport.

## Historia
El 2012 marcó la entrada del último diseño de Bajaj, la Pulsar 200NS (NS por Naked-Sport). La motocicleta tiene un motor rediseñado de 200 cc enfriado por líquido, que da 23.17 CV a 9,500 rpm y 18.3 Nm a 8,000 rpm. Tiene 3 bujías con 4 válvulas de SOHC (árbol de levas sencillo en la cabeza). Bajaj presume una velocidad tope de 136 km/h. No tiene inyección de combustible, al contrario de la Pulsar 220Fi. Tiene freno de disco en forma de pétalo al frente, y freno de disco atrás con amortiguadores de gas. Su economía de combustible es de 58 km/l cuando se maneja a velocidades menores a 60 km/h. El diseño de la 200NS estuvo a cargo del diseñador Edgar Heinrich, que dejó Bajaj para ser jefe de diseño en BMW Motorrad a mediados de 2012. La motocicleta ahora está disponible con ABS de doble canal, suspensión de horquilla delantera invertida y dos nuevos colores: blanco y negro. Este nuevo esquema de color blanco fue una opción popular entre los conductores más jóvenes. Sus principales competidores actuales son el TVS Apache RTR 200 4V y la KTM Duke 200. 

## Diseño
La NS200 es una motocicleta de estilo street-fighter y muy conocida por su aspecto de lobo. Ofrece un grupo de instrumentos digitales y una posición de asiento erguida. Tiene un motor monocilíndrico , de cuatro tiempos , de triple encendido por chispa y refrigeración líquida . Utiliza escape y suspensión trasera monoamortiguador cargado con nitrox .
En 2024, Bajaj actualizó la serie Pulsar NS (NS125, NS160, NS200). El NS actualizado ahora tiene un nuevo faro led con DRL y un grupo de instrumentos digitales LCD. 

## Tecnología

### DTSi
DTSi es la abreviatura de Digital Twin Spark Ignition (Ignición digital por doble bujía ), una marca registrada de Bajaj Auto. Bajaj Auto tiene en trámite la patente India de la tecnología DTSi. Se usa en los motores de Alfa Romeo de doble bujía, el BMW F650 que se vendió en la India de 1995 a 1997, y los motores Rotax para motocicletas, más recientemente los motores Honda's iDSI, sin embargo muy pocos motores de baja capacidad usan la tecnología de doble bujía. Además cabe destacar que en el presente tanto la 200 ns como la 200 rs cuentan con 3 bujías. A este sistema se lo llama triple spark.

### Alegatos de infracción de Patentes
En septiembre de 2007, Bajaj Auto acusó que el desarrollo de TVS Flame violaba su patente de DTS-I,TVS Motors contrademandó a Bajaj Auto.En febrero de 2008, la Madras High Court en Chennai prohibió a TVS lanzar su motor de doble bujía.TVS apeló la decisión.y en marzo de 2008, lanzó la Flame con un motor modificado de una sola bujía. La idea del DTSi es simple de entender – usar 2 bujías (en lugar de una) por cada cilindro. El 16 de septiembre de 2009 la Corte suprema de la India permitió a TVS Motorsfabricar y vender la 125 cc TVS Flame con doble bujía.

### ExhausTEC
ExhausTEC abreviación de Exhaust Torque Expansion Chamber (Cámara de expansión de torque en el escape), es una tecnología patentada de Bajaj. La misma implica el uso de una pequeña cámara conectada al tubo de escape que modifica la retropresión y el remolino generado en el escape para mejorar las características del motor a bajas revoluciones. La misma ha demostrado mejorar la torca en bajas y medias rpms.

### Diseños de cual la marca Bajaj se inspiró
Uno de las cosas que más llama la atención es el diseño de Bajaj , muchos de los diseños están inspirados en la Vieja Suzuki B-KING Concept 2000 en especial el faro delantero que usa la actual Bajaj Dominar 400, la doble luz trasera de las bajaj, están inspiradas en el modelo de Suzuki SV 1000 Y Suzuki SV650 De los años 1999 y 2003 , además de basarse en diseños de Kawasaki de la serie Z1000 del año 2003 , también se puede apreciar en la óptica delantera del Bajaj 220f, que está inspirada en la vieja Ducati 999 del año 2000. También en el modelo Bajaj pulsar NS200 se puede apreciar que el tablero se basa mucho en la Suzuki inazuma 2012, y las luces traseras en el viejo Suzuki SV 650 Del año 2003. Otro aspecto a destacar , es el modelo de Bajaj avenger , que está basado en el diseño de la Kawasaki eliminator.